# أندريه بريفن
أندريه بريفن (بالإنجليزية: André Previn) (6 أبريل 1929 في برلين - 28 فبراير 2019 في نيويورك) هو ملحن وعازف بيانو وقائد فرقة موسيقية أمريكي ألماني.

## حياته
قبل سفر عائلته إلى باريس عام 1937 زار أندريه المعهد الموسيقي الملكي في برلين، وبعد دراسته في معهد الموسيقى في باريس هربت العائلة اليهودية عام 1941 إلى الولايات المتحدة الأمريكية بسبب النازيين، مع بلوغه سن الثالثة عشر بدأ مسيرته مع تسجيلات في إذاعة

## روابط خارجية
- أندريه بريفن على موقع IMDb (الإنجليزية)
- أندريه بريفن على موقع الموسوعة البريطانية (الإنجليزية)
- أندريه بريفن على موقع مونزينجر (الألمانية)
- أندريه بريفن على موقع ألو سيني (الفرنسية)
- أندريه بريفن على موقع ميوزك برينز (الإنجليزية)
- أندريه بريفن على موقع أول موفي (الإنجليزية)
- أندريه بريفن على موقع قاعدة بيانات برودواي على الإنترنت (الإنجليزية)
- أندريه بريفن على موقع قاعدة بيانات برودواي على الإنترنت (الإنجليزية)
- أندريه بريفن على موقع قاعدة بيانات الأفلام السويدية (السويدية)
- أندريه بريفن على موقع إن إن دي بي (الإنجليزية)